# Horní Babický rybník
Horní babický rybník je jeden ze tří Babických rybníků nacházejících se na potoce Výmola v obci Babice v okrese Praha-východ. Nachází se v lese na severozápadním okraji obce Mukařov. Má přibližně obdélný tvar s orientací východ-západ. Je napájen Výmolou od východu a voda z něj odtéká hrází na západě. Hráz je vedena šikmo z jihozápadu na severovýchod. Po hrázi jde cesta. Rybník vznikl po roce 1950.